# Дальневосточный отшельник
Дальневосточный отшельник (лат. Osmoderma davidis) — вид жуков, принадлежащий к семейству пластинчатоусые.

## Распространение
В России встречается от Бурятии (юго-восток) и Читинской области (по долинам рек Ингода и Шилка), по Амуру выше устья реки Зея до устья реки Уссури (существует единственная точка у устья реки Амур) и от неё на юг по всему Приморскому краю. За пределами России обитает в Северо-Восточном и Восточном Китае и на Корейском полуострове.

## Местообитания
Предпочитает преимущественно старые широколиственные леса. Лёт с конца июня до августа, пик приходится на конец июля — начало августа. Личинки развиваются в стоящих на корню дуплистых стволах. Заселяет в основном стволы дуба монгольского и нескольких видов лип, реже ильм, ясень, клён и другие, как правило, усыхающие деревья. Личинка развивается не менее 3 лет в плотной древесине, поражённой бурой гнилью, в которой проделывают длинные ходы. Жуки пьют сок ильмов, ясеней и клёнов, реже отмечаются на цветущих зонтичных.

## Численность
Количественные учёты не проводились. В перестойных лесах численность стабильна и многие подходящие для развития деревья могут быть заселены личинками. В лесах, где проводятся значительные рубки и наблюдаются другие виды антропогенного воздействия, численность резко снижается вплоть до полного исчезновения.

## Замечания по охране
Занесен в Красную книгу России (2 категория — сокращающийся в численности вид, И — исчезающий (в России по шкале МСОП — EN B1b(i, ii)c(i, ii)); II приоритет природоохранных мер.
Мероприятия по охране: ограничение вырубки и сохранение старых реликтовых лесных массивов.